# Credit linked note
Pour les articles homonymes, voir CLN.
Le titre obligataire lié aussi appelé credit linked note (CLN) est un dérivé de crédit financé qui a recours dans son montage à un credit default swap (CDS) pour transférer un risque de crédit, mais ce en passant par un fonds commun de créances (terme anglais : special purpose vehicle ou SPV). Cet instrument est notamment intéressant pour les investisseurs qui n'ont pas pour une raison ou une autre l'autorisation de contracter des CDS.
L'investisseur verse au SPV une somme qui correspond à la valeur
nominale d'un actif (dans une structure entièrement financée) que ce dernier couvre en vendant par un CDS de la protection à l'établissement de crédit.
Les deux parties du contrat de CDS sur l'actif de référence sont donc l'établissement de crédit et le SPV (et non l'investisseur). Sachant que les CDS
sont des instruments non-financés, les flux de capitaux que le SPV a reçu de la part de l'investisseur sont reinvestis dans des titres notés généralement AAA.
Ces titres, désormais dans le bilan du SPV, servent de collatéral : en cas d'événement de crédit, les pertes provoquées par l'actif de référence sont compensées par un paiement contingent financé par la vente de ce collatéral.
Si aucun événement de crédit n'a lieu, l'investisseur reçoit les primes dans le cadre du CDS et les intérêts payés par le collatéral. Vu qu'il porte deux risques de crédit, à savoir celui de l'actif de référence et celui des titres servant de collatéral, l'investisseur du CLN profite d'un rendement supérieur à celui du CDS et du collatéral séparément.
En France, les CLN sont souvent vendus sous le nom d'obligations synthétiques. Ils peuvent être vendus dans le cadre d'une assurance vie, même si cela n'est pas systématique.